# Estació d'Oviedo
L'estació d'Oviedo, també coneguda com a Estació del Nord, és l'estació de ferrocarril més important de la ciutat d'Oviedo, a Astúries. Està situada al final del carrer d'Uría, eix comercial per excel·lència de la ciutat, al costat de la nova estació d'autobusos.
Té serveis de llarga distància, mitjana distància, regionals i rodalia operats per Renfe tant sobre via ample com sobre via estreta. Es troba al punt quilomètric 139,1 de la línia Venta de Baños-Gijón d'ample ibèric i als quilòmetres 0 i 313,8 de les línies Oviedo-Trubia i Ferrol-Aranguren, respectivament, les dues d'ample mètric.

## Serveis ferroviaris

### Rodalies
L'estació forma part de la xarxa de Cercanías Asturias integrant-se en les línies C-1, C-2, C-3, C-6 i C-7.

### Mitjana Distància
| Línia MD  | Trens    | Origen/Destinació |  | Destinació/Origen       |
| --------- | -------- | ----------------- |  | ----------------------- |
| Intercity | Regional | Gijón             |  | Madrid-Chamartín        |
| 24        | Regional | Gijón             |  | Valladolid-Campo Grande |

### Regional (Feve)
| Línia | Trens | Origen/Destinació |  | Destinació/Origen |
| ----- | ----- | ----------------- |  | ----------------- |
| R-1f  |       | Ferrol            |  | Terminal          |
| R-2f  |       | Santander         |  | Terminal          |

### Llarga Distància
| Tren  | Origen/destinació | Parades Intermèdies | Destinació/origen | Observacions                 |
| ----- | ----------------- | --- | ----------------- | ---------------------------- |
| Alvia | Gijón             | Oviedo · Mieres-Puente · Pola de Lena · León · Sahagún · Palència · Valladolid-Campo Grande · Segovia-Guiomar · Madrid-Chamartín · Madrid-Atocha · Cuenca-Fernando Zóbel · Albacete-Los Llanos · Villena AV                                                    | Alacant-Terminal  | 1 tren diari per sentit      |
| Alvia | Gijón             | Oviedo · Mieres-Puente · Pola de Lena · León · Palència · Valladolid-Campo Grande · Madrid-Chamartín · Madrid-Atocha · València-Joaquim Sorolla · Sagunt · Castelló de la Plana · Benicàssim                                                                   | Orpesa            | 6 trens setmanals per sentit |
| Alvia | Gijón             | Oviedo · Mieres-Puente · Pola de Lena · La Robla · León · Sahagún · Palència · Burgos-Rosa de Lima · Miranda de Ebro · Vitòria · Pamplona · Tafalla · Tudela de Navarra · Saragossa-Delicias · Lleida Pirineus · Camp de Tarragona                             | Barcelona-Sants   | 6 trens setmanals per sentit |
| Alvia | Gijón             | Oviedo · Mieres-Puente · Pola de Lena · León · Sahagún · Palència · Valladolid-Campo Grande · Segovia-Guiomar | Madrid-Chamartín  | 3/4 trens diaris per sentit  |
| Alvia | Gijón             | Oviedo · Mieres-Puente · León · Sahagún · Palència · Valladolid-Campo Grande · Madrid-Chamartín · Madrid-Atocha · Ciudad Real · Puertollano · Córdoba Central · Sevilla-Santa Justa · Jerez de la Frontera · El Puerto de Santa María · San Fernando-Bahía Sur | Cádiz             | 1 tren diari per sentit      |